# Torre d'en Carreras (Manresa)
La Torre d'en Carreras és una obra del municipi de Manresa (Bages) protegida com a bé cultural d'interès local.

## Descripció
Gran casal aïllat format per diversos volums amb un cos adossat i allargat de dues plantes, destinat a la petita colònia obrera, de 40 habitatges. Al costat l'edifici de la fàbrica.
Edifici de planta retranquejada, bastit sobre terreny en pendent. Té cinc plantes per la part més baixa, amb l'accés principal situat a Ponent, corresponent al tercer pis.
Les façanes són de totxo arrebossat. Composició ordenada, amb finestres i balcons alternats, i persianes de llibret. L'edifici s'aixeca sobre un sòcol de paredat comú igual als murs de contenció.
La decoració de les façanes és de regust neoclàssic, amb les obertures emmarcades amb pedra artificial, balustres als balcons, porta principal amb arc sobre columnes, impostes i potent ràfec (cos principal).
Les cobertes són de teula àrab. Els diferents cossos estan coberts a quatre aigües, amb barbacanes.